# Burgstall Zickenburg
Der Burgstall Zickenburg, auch Ziegenburg oder Schiechlenburg genannt, ist eine abgegangene Höhenburg (Wallburg) bei 545 m ü. NN auf einer Halbinsel im nördlichen Langbürgner See. Sie liegt rund 375 Meter südsüdöstlich von Schloss Hartmannsberg bei Hartmannsberg, einem Ortsteil der Gemeinde Bad Endorf im Landkreis Rosenheim in Bayern. Die Anlage wird als Bodendenkmal unter der Aktennummer D-1-8040-0131 im Bayernatlas als „Burgstall des hohen Mittelalters ("Zickenburg")“ geführt. 
Die Burg wurde 1247 auf Befehl von Ludwig dem Strengen zerstört. Von der ehemaligen Burganlage sind keine Reste erhalten.